# علم و مردم
علم و مردم کتابی از جیمز برایانت کونتانت با ترجمهٔ احمد آرام است که در سال ۱۳۳۵ منتشر و برندهٔ جایزه کتاب سال سلطنتی شد.